# Камни Бесконечности (киновселенная Marvel)
Ка́мни Бесконе́чности (англ. Infinity Stones) — это шесть сингулярностей — остаточных систем, спрессованных в слитки кристаллической формы, образовавшиеся во время возникновения Вселенной в процессе Большого Взрыва. Камни Бесконечности контролируют отдельные аспекты бытия и полностью подвластны существам, обладающим космической силой и выносливостью. Простые существа, не имеющие достаточной силы и выносливости, при контакте с Камнями непременно погибнут, хотя при этом и смогут использовать их в своих целях. Сила Камней распространяется на всю Вселенную, в которой они появились, и может быть использована в альтернативных реальностях. Камни выделяют бесконечное количество энергии, которое многие цивилизации использовали для прогрессирования уровня жизни и развития технологий.
Камни Бесконечности из альтернативных реальностей могут быть использованы в других реальностях, даже при условии, если в этих реальностях существуют свои Камни Бесконечности, однако нельзя не учесть, что все Камни Бесконечности из альтернативных реальностей уникальны, и полностью отличаются от своих копий из других реальностей, хотя и имеют аналогичные свойства. Однако Камни Бесконечности не работают за пределами Мультивселенной, например, в штаб-квартире организации «Управление временными изменениями» (УВИ).
Камни Бесконечности играют важную роль в первых трёх фазах (объединённых аркой «Сага Бесконечности») медиафраншизы «Кинематографическая вселенная Marvel» (КВМ), а также выступают в качестве макгаффина в фильмах «Мстители: Война бесконечности» (2018) и «Мстители: Финал» (2019). Камни Бесконечности основаны на одноимённых Камнях из Marvel Comics.

## Вымышленная история

### Предыстория
Камни Бесконечности были образованы в результате последствий Большого Взрыва, спрессованы в слитки кристаллической формы и разбросаны по всей Вселенной.
В течение многих тысячелетий сами Камни Бесконечности обрели особые оболочки (артефакты), с помощью которых использовать Камни было намного легче и более безболезненно.
Существование Камней Бесконечности было описано как «одна движущая сила, которая объединяет всех сражающихся роботов-инопланетян-героев».

### Сбор Камней и «Щелчок» Таноса
В течение долгого времени, межгалактический титан Танос стремился собрать все Камни Бесконечности и использовать их с целью уничтожения половины Вселенной, считая, что Вселенной грозит уничтожение, ввиду нарастающего перенаселения планет. В неизвестном периоде времени, Танос завладевает скипетром, содержащим в себе Камень Разума. В 2012 году он заручается помощью Локи, а в 2014 году он заручается помощью Ронана Обвинителя, чтобы собрать Камни Пространства и Силы соответственно, но они оба терпят неудачу.
В 2015 году гном Эйтри из Нидавеллира выковывает Таносу Перчатку Бесконечности из металла Уру, способную поглотить силу всех шести Камней Бесконечности. После этого, Танос убивает всех гномов Нидавеллира, оставив в живых лишь гнома Эйтри, при этом лишив его рук.
В 2018 году Танос уничтожает Ксандар и заполучает Камень Силы. После получения Камня Силы, Танос атакует корабль «Властитель», перевозящий оставшихся после Рагнарёка асгардцев. Локи выдаёт Таносу Камень Пространства, содержащийся в Тессеракте. Танос раздавливает Тессеракт и заполучает Камень Пространства, убив при этом Локи. После получения Камня Пространства, Танос отправляет своих детей — «Чёрный орден» на Землю за Камнями Разума и Времени, а сам при этом отправляется на Забвение за Камнем Реальности, и заполучив его, обманывает Стражей Галактики, и забирает Гамору с собой. Выяснив у Гаморы местоположение Камня Души, Танос отправляется на Вормир и по условию «Душу — за душу» жертвует Гаморой, чтобы получить Камень. Получив Камень Души, Танос отправляется на Титан, и после сражения со Мстителями и Стражами Галактики получает Камень Времени. В конечном итоге, Танос отправляется на Землю и заполучает Камень Разума, убив при этом Вижна. После стычки с Тором, Танос совершает «Щелчок» и уничтожает половину Вселенной. После этого, Танос телепортируется на планету 0259S (Титан II) и живёт в изгнании. Через 2 недели, Танос низводит Камни Бесконечности до атомов их же силой, с целью предотвращения отмены его действий.

### Скачок и отмена «Щелчка» Таноса
Пять лет спустя, выжившая часть команды «Мстители» открывают способ путешествия во времени через Квантовый мир, организуют операцию «Хрононалёт» и используют Квантовый мир, с целью получения альтернативных версии Камней для отмены действий Таноса (промежуток времени, между «Щелчком» Таноса и путешествиями Мстителей во времени, назвали 5-летним «Скачком»). Мстители собирают все шесть альтернативных Камней Бесконечности, и при помощи Брюса Бэннера отменяют «Щелчок» Таноса, возвращая половину жизни во Вселенной. Однако альтернативной версии Таноса из альтернативного 2014 года (будучи предупреждённым их действиями благодаря кибернетическим имплантам Небулы, связанными с её альтернативной версией) удаётся заметить действия Мстителей. Эбеновый Зоб создаёт для Таноса дополнительные Частицы Пима для путешествий во времени. Появившись в будущем, Танос уничтожает базу Мстителей. После этого, он встречается с выбравшимися из руин Железным Человеком, Капитаном Америка и Тором и поведывает им свой план: полагая, что его план провалился только потому, что выжившие не смогли принять потери, и все исправили, он собирается использовать Камни, чтобы уничтожить всю Вселенную и создать новую, поскольку в любом случае найдутся те, кто будет с этим не согласен и попытается отменить его действия, а создав новую Вселенную, никто не будет этому препятствовать. Во время последовавшей полномасштабной битвы между Мстителями и альтернативной версией Таноса Тони Старк заполучает Камни Бесконечности и использует их, уничтожая Таноса и его армию ценой собственной жизни. Впоследствии Стив Роджерс возвращает Камни Бесконечности в их альтернативные линии времени.

### Альтернативные версии Камней Бесконечности
Альтернативные версии Камней Бесконечности появляются в фильме «Мстители: Финал» (2019): Камни, полученные Мстителями из альтернативных реальностей используются для отмены действий Таноса. Камни также появляются в первом эпизоде первого сезона сериала «Локи» (2021): После того, как альтернативный Локи пытается вернуть Тессеракт, он обнаруживает, что «Управление временными изменениями» владеет альтернативными версиями Камней Бесконечности из удалённых временных линий, которые просто используются некоторыми из их работников в качестве пресс-папье из-за того, что Камни неэффективны, поскольку весь объект существует за пределами Мультивселенной.
Альтернативные версии Камней Бесконечности могут работать в других вселенных, даже при условии, что в этих вселенных имеются свои Камни, однако все они уникальны, и отличаются от Камней из других реальностей. Также действие одного Камня Бесконечности может отменить действия альтернативной версии Камня.
Альтернативные версии Камней Бесконечности появляются в первом сезоне анимационного сериала «Что, если…?» (2021):
- Камень Пространства используется в качестве источника энергии для брони «Крушитель „Гидры“»;
- Камень Силы в 2008 году находит Т’Чалла, вместо Питера Квилла;
- Камень Времени используется «Верховным» Доктором Стрэнджем, в попытке изменить «Абсолютную точку во времени» и оживить Кристину Палмер;
- Камень Разума используется для лечения вспышки квантового вируса, превращающего всех в зомби, пять Камней находятся во владении зомбированного Таноса;
- Все Камни, взятые у Таноса Альтроном, используются для уничтожения его Вселенной. После того, как Альтрон был убит аналоговым сознанием Арнима Золы, Камни забирает Эрик Киллмонгер, но его останавливает Зола, который пытается забрать их себе. Стрэндж и Наблюдатель затем помещают их вместе с Камнями в карманное измерение.

## Список Камней Бесконечности

Камни Бесконечности в КВМ (слева направо):
Камни Времени, Силы, Пространства, Разума, Реальности и Души

| Наименование камня  | Способность | Цвет       | Объект                         | Первое появление (фильм)      |
| ------------------- | --- | ---------- | ------------------------------ | ----------------------------- |
| Камень Пространства | Мгновенное перемещение в пространстве и манипулирование им, создание чёрных дыр                                                                                    | Синий      | Тессеракт                      | Тор                           |
| Камень Разума       | Контроль, создание и управление разумом, а также существенное увеличение интеллекта других существ. Проецирование лучей                                            | Жёлтый     | Скипетр Локи (ранее) Лоб Вижна | Мстители                      |
| Камень Реальности   | Изменение и манипулирование реальностью, создание иллюзий | Красный    | Эфир                           | Тор 2: Царство тьмы           |
| Камень Силы         | Манипулирование энергией и неестественное увеличение силы, усиление других Камней Бесконечности. Выделение энергии камня. Поглощение принимаемой сторонней энергии | Фиолетовый | Сфера                          | Стражи Галактики              |
| Камень Времени      | Управление временем, создание временных петель. Возможность просмотра прошлого или будущего                                                                        | Зелёный    | Глаз Агамотто                  | Доктор Стрэндж                |
| Камень Души         | Управление душой живых существ | Оранжевый  | Не имеет                       | Мстители: Война бесконечности |

### Камень Пространства
Ка́мень Простра́нства (англ. Space Stone), изначально содержавшийся в Тессеракте (основанном на Космическом кубе из «Marvel Comics») — Камень Бесконечности, контролирующий один из аспектов бытия — аспект Пространства. Камень даёт пользователю возможность открывать червоточины и мгновенно перемещаться в пространстве в пределах Вселенной. Пользователь Камня Пространства может во всех смыслах манипулировать пространством — перемещать объекты (телекинетические действия), изменять их плотность и размеры; использовать пространство — как щит; открывать Чёрные дыры и так далее. Камень Пространства выделяет бесконечное количество энергии, находясь в своей оболочке — Тессеракте.
В 1943 году Тессеракт использовался командиром организации «ГИДРА» Иоганном Шмидтом для создания универсального оружия, с помощью которого он собирался выиграть войну, однако впоследствии, Тессеракт был утерян. Через некоторое время, Тессеракт был найден Говардом Старком. В 1970 использовался проектом «П.Е.Г.А.С.», организации «Щ.И.Т.», для создания сверхскоростных космических двигателей под руководством Мар-Велл, учёной расы Крии. Во время нападение отряда Крии на Мар-Велл и пилота Кэрол Дэнверс взрыв подобного двигателя наделяет Кэрол сверхспособностями. После нахождения Кэрол Дэнверс и Ником Фьюри Тессеракта на орбитальной базе, созданной Мар-Велл, Тессеракт находился на Земле у организации «Щ.И.Т.» до 2012 года. После неудачной попытки вторжения армии Локи, посланного Таносом на Землю, Тессеракт отправляют в Асгард, где он хранится до событий фильма «Тор: Рагнарёк», где он был тайно выкраден Локи непосредственно перед Рагнарёком. Позже во время нападения на корабль выживших асгардцев Тессеракт был раздавлен Таносом, а сам Камень помещён в Перчатку Бесконечности. После «Щелчка» Таноса Камень был уничтожен его же силой самим Таносом на планете 0-259S (Титан II), так как последний не видел смысла в его существовании, поскольку Камень уже выполнил свою работу. В 2023 году Мстители, открывшие способ путешествия во времени, попытались изъять альтернативный Камень Пространства из 2012 года в ходе операции «Хрононалёт», однако попытка провалилась, и Камень получает Локи. Позже альтернативный Камень Пространства был изъят из альтернативного 1970 года Тони Старком и использован в дальнейшем Брюсом Бэннером для отмены «Щелчка» Таноса. Камень вместе с другими альтернативными Камнями был использован Тони Старком с целью уничтожения армии альтернативного Таноса из 2014 года. В итоге альтернативный Камень Пространства был возвращён в 1970 год Стивом Роджерсом.
Альтернативная версия Камня Пространства из 2012 года, украденная Локи, появилась в событиях сериала «Локи», где Тессеракт был использован Локи для телепортации в пустыню Гоби, а затем конфискован организацией «УВИ», у которой хранились нескольких других его альтернативных версий.
Также несколько альтернативных версий Камня Пространства появились в событиях первого сезона анимационного сериала «Что, если…?» (2021):
- В 1943 году альтернативный Камень Пространства использовался Говардом Старком для питания костюма «Топтун „Гидры“», затем был перехвачен силами «ГИДРЫ» и использован Иоганном Шмидтом для выпуска межпространственного существа, которое в дальнейшем его убивает[f].
- В 2018 году альтернативный Камень Пространства находился в альтернативной Перчатке Бесконечности альтернативного, заражённого квантовым вирусом, Таноса[g].
- В 2015 году альтернативный Камень Пространства находился у Таноса. В дальнейшем Танос был убит Альтроном, а Камень присвоен Альтроном и использован им для уничтожения его Вселенной, а также при противостоянии с Наблюдателем[h].
- Альтернативный Камень Пространства был использован Альтроном при противостоянии с командой «Стражи Мультивселенной» и запечатан Доктором Стрэнджем и Наблюдателем в отдельном карманном измерении[i].

### Камень Разума
Ка́мень Ра́зума (англ. Mind Stone), первоначально содержавшийся в Скипетре Локи, а позже на лбу Вижна — Камень Бесконечности, контролирующий один из аспектов бытия — аспект Разума. Камень даёт пользователю возможность повышать интеллект и наделять других существ разумом. Пользователь Камня Разума может манипулировать разумом других существ. Камень также способен проецировать энергетические взрывы и содержит в себе искусственный интеллект, который может сделать разумными андроидов или роботизированных существ.
Скипетр с Камнем Разума был найден Таносом и отдан Локи для проведения вторжения на Землю и получения Тессеракта, однако Скипетр был утерян Локи и захвачен Мстителями. Позже попал в распоряжении агентов организации «ГИДРА», встроенных в организацию «Щ.И.Т». Воздействие Камня Разума также наделило Пьетро Максимоффа сверхскоростными способностями и значительно усилило врождённые магические способности Ванды, превратив её в «Алую ведьму». После изъятия у организации «ГИДРА» в Заковии и поступления в распоряжение Тони Старка Камень Разума способствовал созданию Альтрона и Вижна. До 2018 года Камень содержался у Вижна, однако позже был уничтожен Вандой Максимофф, но затем восстановлен Таносом с помощью другого Камня Бесконечности — Камня Времени, вынут из головы Вижна и помещён в Перчатку Бесконечности. После «Щелчка» Таноса Камень был уничтожен его же силой самим Таносом на планете 0-259S (Титан II), так как последний не видел смысла в его существовании, поскольку Камень уже выполнил свою работу. В 2023 году альтернативный Камень Разума был изъят из альтернативного 2012 года Стивом Роджерсом и Скоттом Лэнгом в ходе операции «Хрононалёт» и использован в дальнейшем Брюсом Бэннером для отмены «Щелчка» Таноса. Камень вместе с другими альтернативными Камнями был использован Тони Старком с целью уничтожения армии альтернативного Таноса из 2014 года. В итоге альтернативный Камень Разума был возвращён в 2012 год Стивом Роджерсом. В дальнейшем Камень появился в сериале «Ванда/Вижн» в воспоминаниях Ванды, благодаря его способностям Ванда создала симулякр Вижна и двух сыновей, Билли и Томми.
Несколько альтернативных версий Камня Разума появились в событиях сериала «Локи» в отделении организации «УВИ» в качестве пресс-папье.
Также несколько альтернативных версий Камня Разума появились в событиях первого сезона анимационного сериала «Что, если…?» (2021):
- В 2011 году альтернативный Камень Разума использовался асгардским богом обмана Локи для захвата Земли[j].
- В 2018 году альтернативный Камень Разума был использован Вижном, ввиду его способности выделять некую частоту, которая останавливала зомби и вылечивать заражённых от квантового вируса. Впоследствии, Камень был отдан Вижном Брюсу Бэннеру, а Брюс Бэннером передан Питеру Паркеру, для распространения энергии Камня по всей планете[g].
- В 2015 году альтернативный Камень Разума был имплантирован в голову нового тела для Альтрона, которым он впоследствии и завладевает. В дальнейшем Альтрон использует силу Камня, разрубая Таноса пополам для получения других Камней Бесконечности и использован им для уничтожения его Вселенной, а также при противостоянии с Наблюдателем[h].
- Альтернативный Камень Разума был использован Альтроном при противостоянии с командой «Стражи Мультивселенной» и запечатан Доктором Стрэнджем и Наблюдателем в отдельном карманном измерении[i].

### Камень Реальности
Ка́мень Реа́льности (англ. Reality Stone), изначально в форме Эфира — Камень Бесконечности, контролирующий один из аспектов бытия — аспект Реальности. Оболочка Камня — Эфир — находится в жидком состоянии и при необходимости может быть превращена в кристаллическую форму. Камень даёт пользователю возможность изменять реальность, создавать иллюзии, высасывать жизненную силу из других существ, нарушать законы физики и отражать любые угрозы, которые он обнаруживает.
Камень долгое время использовался Тёмными эльфами во главе с Малекитом Проклятым, но в процессе их падения был закован в подземелье Бором. До 2013 года Камень находился там, пока не был обнаружен Джейн Фостер. После событий фильма «Тор: Царство тьмы» Эфир был помещён к Коллекционеру. В 2018 году Эфир был спрессован Таносом в Камень и помещён в Перчатку Бесконечности. После «Щелчка» Таноса Камень был уничтожен его же силой самим Таносом на планете 0-259S (Титан II), так как последний не видел смысла в его существовании, поскольку Камень уже выполнил свою работу. В 2023 году альтернативный Камень Реальности был изъят из альтернативного 2013 года Ракетой в ходе операции «Хрононалёт» и использован в дальнейшем Брюсом Бэннером для отмены «Щелчка» Таноса. Камень вместе с другими альтернативными Камнями был использован Тони Старком с целью уничтожения армии альтернативного Таноса из 2014 года. В итоге альтернативный Камень Реальности был возвращён в 2013 год Стивом Роджерсом.
В дальнейшем несколько альтернативных версий Камня Реальности появились в событиях сериала «Локи» в отделении организации «УВИ» в качестве пресс-папье.
Также несколько альтернативных версий Камня Реальности появились в событиях первого сезона анимационного сериала «Что, если…?» (2021):
- В 2018 году альтернативный Камень Реальности находился в альтернативной Перчатке Бесконечности альтернативного, заражённого квантовым вирусом, Таноса[g].
- В 2015 году альтернативный Камень Реальности находился у Таноса. В дальнейшем Танос был убит Альтроном, а Камень присвоен Альтроном и использован им для уничтожения его Вселенной, а также при противостоянии с Наблюдателем[h].
- Альтернативный Камень Реальности был использован Альтроном при противостоянии с командой «Стражи Мультивселенной» и запечатан Доктором Стрэнджем и Наблюдателем в отдельном карманном измерении[i].

### Камень Силы
Ка́мень Си́лы (англ. Power Stone), первоначально содержавшийся в Сфере, а позже в Косми-пруте Ронана — Камень Бесконечности, контролирующий один из аспектов бытия — аспект Силы. Камень даёт пользователю значительно повышенную силу и увеличивает мощность всего, в чём он находится (например, Косми-прут Ронана или Перчатка Бесконечности). Камень усиливает способности других Камней Бесконечности, если их использовать одновременно. Камень чрезвычайно мощен и нестабилен, разрушает слабых существ, вызывает неожиданные взрывы и всплески энергии.
До 2014 года Камень находился в храме на заброшенной планете Мораг. После событий фильма «Стражи Галактики» (2014) Камень был помещён под охрану Корпуса Нова, где находился до 2018 года. В 2018 году Корпус Нова был уничтожен Таносом, а сам Камень помещён в Перчатку Бесконечности. После «Щелчка» Таноса Камень был уничтожен его же силой самим Таносом на планете 0-259S (Титан II), так как последний не видел смысла в его существовании, поскольку Камень уже выполнил свою работу. В 2023 году альтернативный Камень Силы был изъят из альтернативного 2014 года Джеймсом Роудсом в ходе операции «Хрононалёт» и использован в дальнейшем Брюсом Бэннером для отмены «Щелчка» Таноса. Альтернативный Танос из 2014 года во время битвы за Вселенную применяет Камень против Капитана Марвел. Камень вместе с другими альтернативными Камнями был использован Тони Старком с целью уничтожения армии альтернативного Таноса из 2014 года. В итоге альтернативный Камень Силы был возвращён в 2014 год Стивом Роджерсом.
В дальнейшем несколько альтернативных версий Камня Силы появились в событиях сериала «Локи» в отделении организации «УВИ» в качестве пресс-папье.
Также несколько альтернативных версий Камня Силы появились в событиях первого сезона анимационного сериала «Что, если…?» (2021):
- В 2008 году альтернативный Камень Силы, содержащийся в Сфере был похищен Т’Чаллой — Звёздным Лордом из храма на планете Мораг. В дальнейшем, Сфера была использована Т’Чаллой в качестве объекта для продажи Коллекционеру.
- В 2018 году альтернативный Камень Силы находился в альтернативной Перчатке Бесконечности альтернативного, заражённого квантовым вирусом, Таноса[g].
- В 2015 году альтернативный Камень Силы находился у Таноса. В дальнейшем Танос был убит Альтроном, а Камень присвоен Альтроном и использован им для уничтожения его Вселенной, а также при противостоянии с Наблюдателем[h].
- Альтернативный Камень Силы был использован Альтроном при противостоянии с командой «Стражи Мультивселенной» и запечатан Доктором Стрэнджем и Наблюдателем в отдельном карманном измерении[i].

### Камень Времени
Ка́мень Вре́мени (англ. Time Stone), первоначально хранившийся в Глазу Агамотто (основанный на одноимённом предмете из Marvel Comics) — Камень Бесконечности, контролирующий один из аспектов бытия — аспект Времени. Камень даёт пользователю возможность манипулировать временем, контролировать вероятности и заглядывать в будущие временные рамки и возможные события.
До и после 2016 года Камень находился на Земле в Санктум Санкторуме. В 2016 году Доктор Стрэндж успешно использует Камень при противостоянии с властителем Тёмного измерения — Дормамму. В 2018 году после неудачной попытки Чёрного Ордена захватить Камень Доктор Стрэндж с его помощью заглядывает в будущее, определяя исход сражения с Таносом. Позже Доктор Стрэндж в обмен на жизнь Старка отдаёт Камень Времени Таносу. Танос помещает Камень в Перчатку Бесконечности. В Ваканде Танос использует Камень для воскрешения Вижна и содержащегося в нём Камня Разума. После «Щелчка» Таноса Камень был уничтожен его же силой самим Таносом на планете 0-259S, так как последний не видел смысла в его существовании, поскольку Камень уже выполнил свою работу. В 2023 году альтернативный Камень Времени был изъят из альтернативного 2012 года Брюсом Бэннером в процессе операции «Хрононалёт» и использован в дальнейшем самим Брюсом Бэннером для отмены «Щелчка» Таноса. Камень вместе с другими альтернативными Камнями был использован Тони Старком с целью уничтожения армии альтернативного Таноса из 2014 года. В итоге альтернативный Камень Времени был возвращён в 2012 год Стивом Роджерсом.
В дальнейшем несколько альтернативных версий Камня Времени появились в событиях сериала «Локи» в отделении организации «УВИ» в качестве пресс-папье.
Также несколько альтернативных версий Камня Времени появились в событиях первого сезона анимационного сериала «Что, если…?» (2021):
- В 2016 году альтернативный Камень Времени используется Доктором Стрэнджем в попытке изменить «Абсолютную точку во времени» и вернуть к жизни доктора Кристину Палмер[k], а также при противостоянии с Альтроном[i].
- В 2018 году альтернативный Камень Времени находился в альтернативной Перчатке Бесконечности альтернативного, заражённого квантовым вирусом, Таноса[g].
- В 2015 году альтернативный Камень Времени находился у Таноса. В дальнейшем Танос был убит Альтроном, а Камень присвоен Альтроном и использован им для уничтожения его Вселенной, а также при противостоянии с Наблюдателем[h].
- Альтернативный Камень Времени был использован Альтроном при противостоянии с командой «Стражи Мультивселенной» и запечатан Доктором Стрэнджем и Наблюдателем в отдельном карманном измерении[i].
- В альтернативным 2018 году Стив Роджерс в битве с Таносом в Ваканде задевает альтернативный Камень Времени, что порождает временную аномалию 1602 г.

### Камень Души
Ка́мень Души́ (англ. Soul Stone), первоначально расположенный на планете Вормир — Камень Бесконечности, контролирующий один из аспектов бытия — аспект Души. Камень даёт пользователю возможность манипулировать живыми душами: проверять их наличие; выбивать их из физического тела и так далее. Камень также содержит карманное измерение, называемое Миром душ, где человек встречает кого-то близкого ему после использования Камня. Уникально то, что для получения Камня необходимо провести ритуал жертвоприношения, потеряв того, кого любишь — «Душу за душу».
До 2018 года Камень находился на Вормире под охраной Красного Черепа. Для получения Камня, Танос жертвует своей приёмной дочерью — Гаморой, тем самым получив Камень и поместив его в Перчатку Бесконечности. После «Щелчка» Таноса, Камень был уничтожен его же силой самим Таносом на планете 0-259S (Титан II), так как последний не видел смысла в его существовании, поскольку Камень уже выполнил свою работу. В 2023 году альтернативный Камень Души был изъят из 2014 года Клинтом Бартоном в обмен на жизнь Наташи Романофф в ходе операции «Хрононалёт» и использован в дальнейшем Брюсом Бэннером для отмены «Щелчка» Таноса. Камень вместе с другими альтернативными Камнями был использован Тони Старком с целью уничтожения армии альтернативного Таноса из 2014 года. В итоге альтернативный Камень Души был возвращён в 2014 год Стивом Роджерсом.
Также несколько альтернативных версий Камня Души появились в событиях первого сезона анимационного сериала «Что, если…?» (2021):
- В 2018 году альтернативный Камень Души находился в альтернативной Перчатке Бесконечности альтернативного, заражённого квантовым вирусом, Таноса[g].
- В 2015 году альтернативный Камень Души находился у Таноса. В дальнейшем Танос был убит Альтроном, а Камень присвоен Альтроном и использован им для уничтожения его Вселенной, а также при противостоянии с Наблюдателем[h].
- Альтернативный Камень Души был использован Альтроном при противостоянии с командой «Стражи Мультивселенной» и запечатан Доктором Стрэнджем и Наблюдателем в отдельном карманном измерении[i].

## Перчатка Бесконечности

Перчатка Бесконечности Таноса со всеми Камнями Бесконечности, впервые представленная в фильме «Мстители: Эра Альтрона» (2015), и рассмотренная в фильмах «Мстители: Война Бесконечности» (2018) и «Мстители: Финал» (2019).

Перча́тка Бесконе́чности (англ. Infinity Gauntlet) — металлическая перчатка для левой руки, выкованная из металла Уру, способная поглотить силу всех шести Камней Бесконечности, и предназначенная для использования Камней Бесконечности. Металл, из которого состоит Перчатка, позволяет владельцу менее болезненно переносить воздействие Камней Бесконечности на себе.
Сжатие кулака позволяет владельцу активировать Камни в Перчатке в таком количестве, и в таком действии, в котором захочет владелец.

### История изготовления
Танос, ведомый желанием уничтожить половину Вселенной ради её спасения, в 2015 году прибывает на Нидавеллир. Под угрозой убийства всех гномов, гном Эйтри выковывает Таносу Перчатку из металла Уру. После этого, Танос убивает всех гномов на Нидавеллире, кроме Эйтри, лишая последнего его рук. В дальнейшем, Перчатка Бесконечности была использована Таносом для сбора всех Камней Бесконечности и двух «Щелчков» Бесконечности.

### Подделка
В течение многих лет, поддельная Перчатка Бесконечности для правой руки содержалась в Сокровищнице Одина. В 2017 году, поддельность Перчатки была раскрыта Хелой.

### Сбор всех Камней Бесконечности и «Щелчок» Таноса
В 2018 году, в течение нескольких дней, Танос помещает в Перчатку все шесть Камней Бесконечности и первый раз использует «Щелчок» и уничтожает половину жизни во Вселенной.

### Последствия «Щелчка»
В процессе «Щелчка», Перчатка высвободила огромное количество космической энергии, в результате чего Перчатка слегка подплавилась. Через 2 недели после «Щелчка», Танос использует второй «Щелчок» с целью уничтожения самих Камней, поскольку Танос считал, что Камни выполнили свою задачу — исправили Вселенную и больше не нужны. В результате второго «Щелчка», перчатка полностью расплавилась и буквально вжилась в руку Таноса, став тем самым неснимаемой. Через 2 дня после второго «Щелчка», Таноса выслеживают Мстители и отрубают ему руку с Перчаткой, однако Камней там не находят. Поняв, что ситуация неисправима, Тор обезглавливает Таноса.

### Новые Перчатки Бесконечности
Через 5 лет, после уничтожения половины жизни во Вселенной, Мстители открывают способ путешествия во времени и изымают альтернативные версии Камней Бесконечности из событий прошлого. Тони Старк и Ракета создают новую Перчатку Бесконечности из нано-частиц для отмены действий Таноса. Брюс Бэннер добровольно вызывается использовать Перчатку с альтернативными Камнями, ввиду его устойчивости к гамма-излучению, исходящему от Камней Бесконечности. После использования Камней, Перчатка была обуглена, но ещё работоспособна.
Затем, в пылу сражения между альтернативным Таносом из 2014 года и Мстителями, Перчаткой завладевает Танос, однако Тони Старку удаётся перехватить с неё Камни на свой костюм. Старк создаёт на своей руке перчатку и совершает «Щелчок», уничтожая альтернативного Таноса, его армию и нано-Перчатку, созданную ранее.

### Альтернативные версии Перчатки Бесконечности

Альтернативная версия Альтрона в сериале «Что, если…?» (2021) использует Камни Бесконечности с помощью своей брони, заменяя Перчатку Бесконечности

Альтернативные версии Перчаток Бесконечности появляются в первом сезоне анимационного сериала «Что, если…?» (2021):
- В 2018 году, альтернативный Танос использует Перчатку для сбора Камней Бесконечности, однако в итоге заражается Квантовым вирусом[g].
- В 2015 году, альтернативный Танос использует Перчатку для сбора Камней Бесконечности, однако, прибыв за Камнем Разума, погибает от рук Альтрона. После этого, Альтрон, используя силу Камня Разума, испаряет область Перчатки, содержащую Камни и оставляет Перчатку, поскольку он в ней не нуждался[h].
- Альтернативная версия Перчатки Бесконечности была расплавлена Гаморой и Тони Старком на Нидавеллире[i].

## Отличия от комиксов
В комиксах Танос мотивирован добыть и использовать Камни Бесконечности, чтобы произвести впечатление на Леди Смерть. В фильмах нет упоминания о Леди Смерти, и Танос хочет сократить население, чтобы избежать повторения его опыта на Титане.
В комиксах, цвета Камней изначально были другими: фиолетовый был для Камня Пространства, жёлтый — для Реальности, красный — для Силы, синий — для Разума, оранжевый — для Времени, а зелёный — для Души. Цвета камней были обновлены в серии Marvel Legacy, чтобы соответствовать версиям из фильмов.
В медиафраншизе «Кинематографическая вселенная Marvel» Камень Времени находился в Глазу Агамотто, а Камень Пространства — в Тессеракте (Космическом кубе). Однако версии этих двух камней из Marvel Comics не имеют никакого отношения к этим реликвиям.

## Реакция
Использование Камней Бесконечности в качестве детали сюжета привело к появлению предположений о местонахождении ещё не обнаруженных Камней и возможном появлении дополнительных Камней. Одна из теорий, популярная среди фанатов, заключалась в том, что в словах, описывающих природу или местоположение Камней, было написано имя «THANOS», и что пока ещё не обнаруженный Камень Души был каким-то образом связан с персонажем Хеймдаллом (намекали на это слова Хеймдалла, что он видит все души во всех Девяти мирах). Другая теория, предложенная до выхода фильма «Мстители: Финал», заключалась в том, что в ней будет задействован седьмой Камень Бесконечности, соответствующий дополнительному Камню Бесконечности из комиксов, Камню Эго.

## Научные исследования
В статье 2018 года в «Extreme Mechanics Letters» было высказано предположение, что Таносу потребовалась бы «минимальная сила захвата более 40 000 тонн, что примерно в 750 000 раз больше, чем у обычного человека», чтобы сломать Тессеракт, изображённый в фильме, предполагая, что объект был «полностью углеродным нано-тессерактом или гиперкубом, спроецированным в 3D-пространстве».
Исследование, опубликованное в 2020 году, было сосредоточено на способности управления материей, как это делает Танос, используя Камни. Исследователи обнаружили, что на макроскопическом уровне потребовалось бы большое количество энергии, чтобы управлять материей, аналогично Камням. Однако с помощью микроскопа учёные смогли имитировать контроль над материей на коллоидном уровне. Исследователи смогли создать миллиарды коллоидных частиц с изменяемой чувствительностью, пятнистостью, формами и размерами, манипулируя ими с помощью триггеров, включая температуру, рН и свет
.

## Комментарии
1. ↑  Несмотря на это, те, кто получил силы от Камней, например Ванда Максимофф и Кэрол Дэнверс, всё равно сохранили свои способности после уничтожения Камней.
2. ↑  После того, как Скотт Лэнг вышел из Квантового мира, в который он попал во время событий фильма «Человек-муравей и Оса» (2018).
3. ↑  В эпизоде «Что, если… Наблюдатель нарушил бы свою клятву?», «Верховный» Стивен Стрэндж отменяет действие альтернативной версии Камня Времени Альтрона при помощи версии Камня Времени из своей вселенной.
4. ↑  Существо, предмет или внешняя оболочка, в которой находился Камень. Внешняя оболочка позволяла владельцу использовать Камень по назначению без особого вреда для здоровья.
5. ↑  Данный Камень находился на планете Вормир, но доподленно, артефакт, в котором он находился неизвестен, так как владельцы, после принесённой жертвы, получали Камень без внешней оболочки.
6. ↑  События первого эпизода — «Что, если… Капитан Картер была бы Первым мстителем?»
7. 1 2 3 4 5 6 7  События пятого эпизода — «Что, если… зомби?!»
8. 1 2 3 4 5 6 7  События восьмого эпизода — «Что, если… Альтрон победил бы?»
9. 1 2 3 4 5 6 7 8  События девятого эпизода — «Что, если… Наблюдатель нарушил бы свою клятву?»
10. ↑  События третьего эпизода — «Что, если… мир утратил бы своих величайших героев?» и девятой серии — «Что, если… Наблюдатель нарушил бы свою клятву?»
11. ↑  События четвёртой серии — «Что, если… Доктор Стрэндж потерял бы своё сердце вместо рук?»